# Geitodoris immunda
Geitodoris immunda är en snäckart som beskrevs av Bergh 1894. Geitodoris immunda ingår i släktet Geitodoris och familjen Discodorididae. Inga underarter finns listade i Catalogue of Life.